# Forze armate portoghesi
Le Forze armate portoghesi (in portoghese (Forças Armadas de Portugal) sono le forze armate del Portogallo. Aderiscono alla NATO.
Il presidente della Repubblica è il capo dell'esercito portoghese, con il titolo di "Comandante supremo delle forze armate" (Comandante Supremo das Forças Armadas). La gestione delle forze armate e l'esecuzione della politica di difesa nazionale sono comunque gestite dal governo (presieduto dal Primo Ministro) tramite il suo Ministro della difesa nazionale.  Il generale di più alto livello è il capo dello stato maggiore delle forze armate, che ha il controllo operativo delle forze armate durante il tempo di pace e assume il loro pieno controllo quando esiste uno stato di guerra.

## Storia
Nel XII secolo nacque l'esercito del regno del Portogallo (1139), e quasi contemporaneamente fu messa in mare la prima flotta (1180). Hanno preso parte alla prima guerra mondiale, ma non al secondo conflitto. 
L'aviazione militare fu creata solo nel 1952, con la fusione delle componenti aeree dell'Esercito e della Marina, formando così un'unica e indipendente arma aerea.
Nel secondo dopoguerra sono state impegnate in una lunga guerra coloniale.
Sono intervenute nella vita politica del paese con due colpi di stato militari: la sollevazione del 1926 e la rivoluzione dei garofani del 1974.
Le forze armate, dopo la perdita delle colonie nel 1975, oggi hanno il compito di proteggere il Portogallo e di sostenere gli sforzi internazionali di mantenimento della pace su mandato delle Nazioni Unite e/o dell'Unione Europea.
Le forze armate portoghesi si sono quindi concentrate in attività di servizio pubblico non militare e in operazioni militari di pace all'estero.  Le recenti operazioni esterne comprendono azioni antipirateria nel Golfo di Aden, i conflitti nella Repubblica Centrafricana e in Afghanistan, le missioni di mantenimento della pace in Timor Est, Libano, Kosovo e Bosnia-Erzegovina e la polizia aerea dell'Islanda e del Baltico  Uniti. Unità militari e altri corpi sono di stanza anche nelle isole di Madera e le Azzorre.
Le forze armate portoghesi si sono aperte regolarmente per le donne all'inizio degli anni '90.  Il Portogallo aveva la coscrizione di leva obbligatoria per tutti gli uomini abili fino a novembre 2004.

## Organizzazione
- Exército Português
- Marinha Portuguesa
- Força Aérea Portuguesa